# 透明少女 (WEAVERの曲)
「透明少女」（とうめいしょうじょ）は、WEAVERの楽曲。同バンドの13作目の配信限定シングルとして、2019年2月27日にA-Sketchからリリースされた。

## 概要
前作『Loop the night』以来約2か月ぶりのリリースとなり、本作は、河邉徹の小説「流星コーリング」を基に楽曲を制作していく"流星コーリングプロジェクト"の第4弾楽曲である。
本作は、小説のクライマックスを連想させる壮大なアレンジに仕上がっている。

## 収録内容
| #         | タイトル     | 作詞      | 作曲      | 編曲      | 時間 |
| --------- | ------------ | --------- | --------- | --------- | ---- |
| 1.        | 「透明少女」 | 河邉徹    | 杉本雄治  | WEAVER    | 3:47 |
| 合計時間: | 合計時間:    | 合計時間: | 合計時間: | 合計時間: | 3:47 |